# Sauver les lettres
Sauver les lettres (initialement Sauvons les lettres) est une association française d'enseignants créée en mars 2000 à l'occasion de la réforme de l'enseignement de français en classe de seconde promulguée en août 1999. Elle reproche à l'Éducation nationale une dérive pédagogiste, qu'elle attribue notamment aux actions de Lionel Jospin, au rôle des IUFM, ou à celui de Philippe Meirieu et de sa théorie de l'« élève apprenant ». L'association dénonce la promotion chez l'élève des activités, du savoir-être, au détriment des contenus des cours.

## Livre
- Sauver les lettres : Des professeurs accusent (2003)